# Сади (Плоцький повіт)
Сади (пол. Sady) — село в Польщі, у гміні Слубіце Плоцького повіту Мазовецького воєводства.
Населення — 111 осіб (2011).
У 1975-1998 роках село належало до Плоцького воєводства.

## Демографія
Демографічна структура станом на 31 березня 2011 року:
|          | Загалом | Допрацездатний вік | Працездатний вік | Постпрацездатний вік |
| -------- | ------- | ------------------ | ---------------- | -------------------- |
| Чоловіки | 53      | 11                 | 37               | 5                    |
| Жінки    | 58      | 15                 | 30               | 13                   |
| Разом    | 111     | 26                 | 67               | 18                   |